# Elefanten vergessen nicht (Film)
Elefanten vergessen nicht ist eine Langfolge aus der dreizehnten und letzten Staffel der britischen Fernsehserie Agatha Christie’s Poirot aus dem Jahr 2013. Es handelt sich um die Verfilmung des gleichnamigen Romans von Agatha Christie aus dem Jahr 1972.

## Handlung
Das Willoughby Institut ist eine Nervenheilanstalt. Eines Nachts entdeckt der Hausmeister den ehemaligen Chefarzt der Klinik in einer Wanne, gefesselt und offensichtlich ertränkt. Dem ermittelnden Inspektor Beale ist klar, dass er Hercule Poirot zu dem Fall hinzuziehen muss. Parallel dazu wird Ariadne Oliver von ihrem Patenkind gebeten, den rätselhaften Selbstmord von dessen Eltern aufzuklären, der sich vor mehr als dreizehn Jahren zutrug. Ariadne ist ratlos und schildert den Fall Poirot. Dieser ist nur mäßig daran interessiert, da ihm der Fall geklärt scheint und ihn der seltsame Mord an dem Arzt gedanklich in Atem hält. Er rät Ariadne, auf eigene Faust zu ermitteln und die noch lebenden, damals beteiligten Personen zu besuchen („Fragen sie die Elefanten“). Als Ariadne allerdings von ihren Befragungen zurückkehrt, ist der Fall rätselhafter als zuvor und allmählich beginnt es Poirot zu dämmern, dass womöglich alle Ereignisse zusammenhängen. Es ist jedoch noch ein weiter Weg, bis es ihm gelingt, alle Puzzleteile zusammenzufügen, denn absoluter Wahnsinn und bedingungslose Loyalität aus Liebe standen anfänglich nicht auf seiner Rechnung.

## Übersicht
Elephants Can Remember wurde erstmals 2013 auf dem britischen Sender ITV ausgestrahlt. Der Film wurde weltweit auf über 200 verschiedenen Fernsehsendern gezeigt. Darunter waren Sender aus den Vereinigten Staaten (WGBH), Australien (ABC), Brazilen (Globosat), Frankreich (France Televisions), Italien (Mediaset), Japan (NHK) und Russland (TV Center). David Suchet spielt Hercule Poirot und Zoe Wanamaker Ariadne Olivier in dem Film. In Deutschland wurde der Film von Polyband als Teil der Poirot – Collection 12 veröffentlicht. Außerdem wurde der Film erneut von Hachette veröffentlicht. Diese brachten einige der bekanntesten Agatha Christie Verfilmungen auf DVD raus. Auch in Australien und Großbritannien ist der Film auf DVD erschienen.

## Kritik
Ben Lawrence vom Telegraph lobt insbesondere die Schauspieler. Deren Darstellungen würden die Qualität des Films deutlich erhöhen. Suchet stelle die schwierige Rolle des Poirot großartig dar. Außerdem sei es klug gewesen, Ariadne Oliver die Nachforschungen übernehmen zu lassen. Ihre unkonventionelle, vage, exzentrische Art mache sich besonders gut mit Suchets gradlinigem Poirot.
Barnaby Walter war ein wenig enttäuscht von dem Film. Der Trailer sei viel düsterer, aufregender und radikaler als der Film. Das Drehbuch und die Regieführung sei kompetent, aber nicht sehr spannend. Walter gab dem Film drei von fünf Punkten.
Sarah Dempster vom Guardian lobt insbesondere den schönen Dreh des Films.